# Zdeněk Kubík
Zdeněk Kubík KHS (* 13. července 1977 Nové Město na Moravě) je historik, archivář a knihovník, heraldik a vexilolog. Je autorem zákonných znaků a vlajek stovek obcí a měst z celé České republiky, včetně Bystřice nad Pernštejnem, kde žije. Jako bibliotekář zpracoval několik historických knihovních fondů. Průběžně přednáší a publikuje. Za svůj vzor a učitele, nejenom v oblasti heraldické tvorby, ale i katalogizace inkunábulí, považuje dílo heraldika a knihovníka Jiřího Loudy. Od 30. září 2021 je rytířem Řádu Božího hrobu jeruzalémského a investován byl 10. září 2023 v pražské katedrále sv. Víta.

## Život

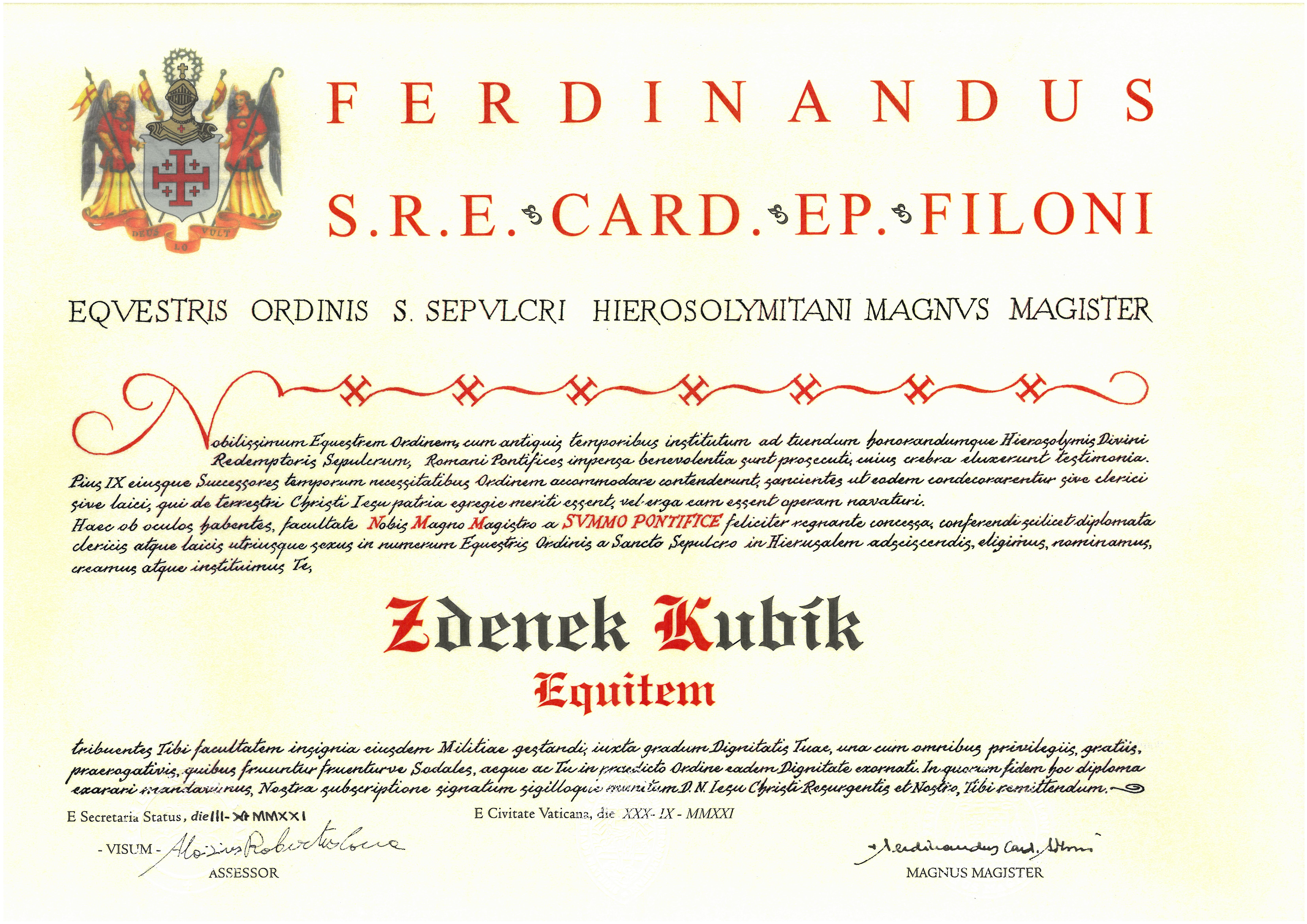
Listina stanovující Zdeňka Kubíka rytířem Božího hrobu (Vatikán dne 30. 9. 2021).

Po studiu na bystřickém gymnáziu (1991–1995), v letech 1995–2001 vystudoval na Filozofické fakultě Masarykovy univerzity historii, archivnictví a pomocné vědy historické. Při rigorózním řízení obhájil šestisvazkovou rigorózní práci, jejímž tématem byla „Heraldická a vexilologická symbolika měst a obcí bývalého Jihomoravského kraje v letech 1990–1999“. Pracoval nejprve jako kodikolog Moravské zemské knihovny v Brně, poté byl zaměstnán na Biskupství brněnském a později působil i jako archivář a odborný rada Moravského zemského archivu v Brně.
Nejvýznamnější částí jeho profesního života je heraldika a vexilologie. Spolupracuje s brněnskou společností Alerion zabývající se výrobou vlajek, praporů, znaků, odznaků, výšivek a dalších předmětů, v níž zastává místo herolda (heraldika). Navrhuje komunální i osobní znaky, vlajky a prapory ve formě odborné rešeršní i praktické kresebné tvorby.
Navrhl například znak a vlajku obce Dolní Hořice, kdy vycházel jednak z pracovních návrhů předložených obcí, dále ze základních historických skutečností a z požadavku na použití obecné figury netopýra odkazující na místní dominantu, jíž je Chýnovská jeskyně, a heroldské figury tří červených kosmých břeven ve stříbrném poli (ze znaku Hořických z Hořic). Dalším příkladem jeho práce na poli komunální heraldiky a vexilologie jsou symboly města Zásmuky. Město v roce 2016 vzhledem k tomu, že jeho historický znak nebyl uveden v Registru komunálních symbolů, požádalo společnost Alerion o jeho kodifikaci a vytvoření chybějící vlajky města. Tyto v návrhu obsažené symboly byly poté předloženy Podvýboru pro heraldiku a vexilologii Poslanecké sněmovně Parlamentu České republiky k posouzení a schválení, aby mohla být vlajka předsedou Sněmovny udělena městu, což Zdeněk Kubík provedl. Velmi originální je jeho realizace komunálních symbolů Otvovic, rodiště a bydliště zpěvačky Lucie Bílé. Jeho první, ještě studentskou prací z roku 1998, byla vlajka městyse Nové Veselí, známého letním bytem prezidenta Miloše Zemana ve zdejší bývalé tvrzi.
Po odborné stránce se Zdeněk Kubík příležitostně vyjadřuje pro televizi, rozhlas i noviny k tématům dějin, hierarchie a precedence (protokolu) z oblasti státní a zemské symboliky. 20. dubna 2023 vystoupil na setkání odborného kulatého stolu k zemským znakům a vlajkám v České republice.

## Výběr z realizací
- Bartoušov, Bechlín, Bělušice, Bernartice, Běstvina, Běšiny, Bílý Kámen, Bílý Újezd, Boharyně, Bohumilice, Boleradice,[p 2] Bolkov, Borovná, Bratříkovice, Bražec, Brno-Nový Lískovec, Brocná,[p 3] Brťov-Jeneč, Břehov, Břevnice, Březina, Březová nad Svitavou, Byzhradec
- Cerekvička-Rosice, Čakov, Čečkovice, Čeložnice, Čeminy, Černá Hora, Černiv, Černovice, Čestice, Čichalov, Čížkov, Čkyně,[p 4]
- Dlouhá Lhota, Dobrá Voda, Dolánky nad Ohří, Dolní Brusnice,[p 5] Dolní Habartice, Dolní Hořice,[24] Dolní Žandov, Domašov nad Bystřicí, Doupě, Drahov, Drobovice, Drslavice, Dunice, Dvořiště[p 6]
- Eš, Františkov nad Ploučnicí
- Hajany[25] Hanušovice, Harrachov,[p 7] Hartmanice,[p 8] Hatín, Hlubyně, Hodonín,[p 9] Hluboká, Hodov, Horčápsko, Horky nad Jizerou, Horní Kounice, Horní Kruty, Horní Poříčí, Horní Poříčí,[p 10] Horní Řepčice, Horosedly, Horšovský Týn, Hořepník, Hradčany, Hranice, Hromnice,
- Chlum-Korouhvice, Chořelice,[p 11] Chožov, Chrást, Chrudichromy, Chyjice, Chyše,
- Jablonec nad Jizerou, Janůvky, Jarov, Jetětice, Jeviněves, Ježená, Jickovice, Jílové u Prahy,[p 12] Jindřichův Hradec, Jiříkov,[p 13]
- Kadolec, Karasín,[p 14] Karlštejn,[p 15] Katusice, Kbelnice,[p 16] Kladeruby nad Oslavou, Kladruby, Klecany,[p 17] Kluky, Kněžičky, Knyk, Kočín, Kořenice, Kosičky, Kostelní Radouň, Kovčín, Kozárov, Kozlany,[p 18] Kozlov, Kozlovice, Krajková, Krasíkovice, Krasonice, Křelovice, Křemenec,[p 19] Křepice, Krhov, Kuks, Kunčina Ves, Kunštát,[27] Kuřimany, Kuřimské Jestřabí,
- Lázně Kynžvart,[p 20] Ledce, Ledečko, Leskovice, Lesná, Libáň,[p 21] Libecina, Libědice,[p 22] Libkov, Libotov, Lipany,[p 23] Lipec, Lipí, Lipovice, Líský, Lišice, Líšťany, Lobeč, Lochousice, Lužany, Loučeň,[p 24] Lubnice, Lužec,[p 25]
- Malá Lhota, Malešov, Malovice, Martinice u Onšova, Mašťov,[p 26] Mečichov, Menhartice, Měník, Město Libavá, Mezno, Míčov-Sušice, Miřejovice, Miřetice, Mířkov, Mišovice, Míšov, Mlékosrby, Mnichovice,[p 27] Moraveč,
- Načešice, Naloučany, Našiměřice, Olomouc-Nedvězí,[p 28] Nemyčeves, Nestrašovice, Neurazy, Nevratice, Nová Ves, Nové Mitrovice, Nové Sady),[p 29] Nový Hrádek,[p 30]
- Obůrka,[p 31] Olešná, Olšovice, Oplot, Osek, Osek, Ostrov, Otín, Otvovice,
- Petrov, Podmoky, Podmyče, Podolí, Polánka, Polná na Šumavě, Praha-Dubeč, Praha-Zbraslav, Prášily, Prostřední Poříčí, Předslav, Přepeře, Přešťovice, Psáře, Puchlovice,
- Radostín nad Oslavou, Rojetín, Rouchovany, Rousměrov,[p 32] Rozseč, Rozstání, Rybná nad Zdobnicí,
- Řehenice, Řitonice,
- Sedlec, Selmice, Slatina, Sloveč, Skuhrov, Skuteč, Smilkov, Smržov, Stanovice, Staňkov, Starý Poddvorov,[p 33] Stříbřec, Sulice, Svojkovice, Svrkyně,
- Šebestěnice, Šimonovice,
- Tašov, Tetín, Tišnovská Nová Ves, Troubsko, Třebčice,
- Uhelná Příbram, Uzeničky,
- Úboč, Újezd, Újezd u Plánice, Úmonín, Útvina,[p 34]
- Varvažov, Velké Hamry, Velký Luh, Veselá, Vestec, Věžnička, Vinec, Vílanec, Vlčatín, Vlkaneč, Vojníkov, Volfířov, Vratislávka, Vrbčany, Vrbičany, Všehrdy, Všenice, Výžerky,
- Zaloňov, Zalužany, Zábeštní Lhota, Zájezdec, Zálší, Záluží, Zásmuky, Zelenecká Lhota, Zvěstov,
- Želkovice, Žernovice, Žďár, Županovice